# Pottermore
Pottermore è un sito web gratuito creato da J. K. Rowling e sviluppato in collaborazione con Sony, pensato dall'autrice per far conoscere il mondo di Harry Potter alla nuova generazione digitale di ragazzi e per "ricompensare" i fan con nuove informazioni e contenuti non presenti nei libri della saga.
Da marzo 2012 Pottermore è anche il canale ufficiale di vendita degli ebook e degli audiolibri dei sette volumi della saga di Harry Potter. Il referente italiano ufficiale è il sito Portkey, a cui lo staff di Pottermore fa affidamento per diffondere le news riguardo al sito in Italia. Nella sua prima fase Pottermore aveva le caratteristiche tipiche di un social media e di un avanzato gioco di ruolo.
Nel mese di aprile 2014 è stato annunciato che Pottermore aveva concluso il suo rapporto con Sony ed era entrato nella sua successiva fase di sviluppo sia creativo e commerciale. Il 22 settembre 2015 Pottermore è stato completamente rinnovato e quasi tutte le funzioni sono state rimosse. Il nuovo sito ridisegnato si concentra principalmente sulle informazioni disponibili, piuttosto che sull'esplorazione.
Nell'ottobre del 2019 Pottermore è stato rinominato Wizarding World e il sito ora rimanda a Wizardingworld.com, facendolo diventare a tutti gli effetti un'enciclopedia.

## Scopo e principi di funzionamento
L'idea nacque nel 2009 da una discussione fra J.K. Rowling e Neil Blair, l'avvocato dell'ex agente letterario della scrittrice, a proposito della grande richiesta per il rilascio di licenze ebook da un lato e di giochi online dall'altro. Man mano che il progetto prendeva forma, la Rowling ha voluto mantenere due punti fermi: il ruolo centrale della lettura e la gratuità dell'esperienza di Pottermore, come se si trattasse di una sorta di ‘restituzione’ ai lettori per tutto quello che in questi anni le hanno offerto in termini di ricchezza e di dedizione.
Secondo l'idea della Rowling, Pottermore servirà a far conoscere il mondo di Harry Potter alla nuova generazione digitale, unendo così i nuovi e vecchi lettori.

## La prima fase

### Storia

#### L'annuncio e il periodo Beta

Logo della prima fase del sito

Pottermore è stato pubblicizzato tramite un countdown sul canale YouTube di J.K.Rowling nel giugno 2011. Il countdown scadeva a mezzogiorno (GTM) del 23 giugno, data in cui è stato pubblicato il video in cui la Rowling illustra i dettagli del progetto. Nello stesso giorno si è tenuta al Victoria and Albert Museum di Londra una conferenza stampa ufficiale. Il sito è stato lanciato in anteprima il 31 luglio 2011 (compleanno del personaggio di Harry Potter e della stessa Rowling) per un milione di fan, selezionati tramite una gara a livello mondiale, quella della Piuma Magica. Il lancio definitivo del sito era previsto per il 31 ottobre 2011, ma per problemi tecnici il periodo Beta è stato prolungato oltre il 2 novembre. L'8 marzo 2012 sul blog ufficiale di Pottermore è stato annunciato il lancio al pubblico per aprile 2012.

#### La Pietra Filosofale
Il 14 aprile 2012 Pottermore è stato aperto ufficialmente a tutto il pubblico. All'inizio era disponibile soltanto il primo libro.

#### La Camera dei Segreti
I primi 4 capitoli del secondo libro della serie, Harry Potter e la camera dei segreti, sono stati pubblicati il 10 luglio 2012 in anteprima per i componenti della casa di Serpeverde, vincitori della prima coppa delle case di Pottermore. Sono invece stati resi disponibili per tutti dall'11 luglio 2012. Il 19 settembre 2012 sono stati aperti anche i capitoli dal 5 all'11, mentre i rimanenti capitoli del libro sono stati resi disponibili dal giorno di Halloween.

#### Il Prigioniero di Azkaban
I primi 7 capitoli del terzo libro della serie, Harry Potter e il prigioniero di Azkaban, sono stati pubblicati il 20 dicembre 2012, mentre i capitoli dall'8 al 15 sono accessibili dal 10 aprile 2013. L'ultima rata di questo libro è stata distribuita, insieme ad alcuni radicali cambiamenti del sito, in data 31 luglio 2013.

#### Il Calice di Fuoco
Il 30 settembre 2013 sono stati pubblicati i primi undici capitoli di Harry Potter e il calice di fuoco per gli utenti che erano stati smistati prima dell'ultima Coppa delle Case nella casa di Tassorosso, mentre per tutti gli altri utenti i capitoli sono stati resi esplorabili a partire dal 1º ottobre 2013. Il 18 gennaio 2014 sono stati pubblicati anche i capitoli dal 12 al 20. I capitoli finali sono invece stati resi disponibili il 31 luglio 2014; gli utenti della casa di Corvonero, vincitori dell'ultima Coppa delle Case, hanno avuto come premio la possibilità di esplorarli con un giorno di anticipo.

#### L'Ordine della Fenice
Dal 16 al 31 ottobre 2014 Pottermore ha presentato una nuova iniziativa, "Dolcetto o scherzetto": nei giorni pari su Pottermore Insider veniva rilasciato uno "scherzetto" (un indovinello o un gioco), mentre in quelli dispari un "dolcetto" (in genere un'immagine), tramite i quali venivano forniti indizi sui contenuti inediti del quinto libro. Il giorno di Halloween sono poi stati pubblicati i capitoli di Harry Potter e l'Ordine della Fenice.

#### Il Principe Mezzosangue
“Christmas Comes Early” è la nuova campagna lanciata da Pottermore dal 12 al 23 dicembre 2014: ogni giorno alle ore 14:00 (ora italiana) veniva rilasciato un capitolo del sesto libro della saga, Harry Potter e il principe mezzosangue. Mentre nella versione italiana i capitoli erano immediatamente disponibili, in quella inglese l'accesso era subordinato alla corretta risoluzione di un indovinello per ogni capitolo.

#### I Doni della Morte
Il 23 giugno 2015 sono stati aperti i capitoli del settimo e ultimo libro, Harry Potter e i Doni della Morte.

### Svolgimento del gioco
Una volta registrato al sito, all'utente venivano proposti quattro diversi nickname tra i quali scegliere quello da adottare per il prosieguo del gioco. A questo punto l'utente iniziava il suo percorso in Pottermore, dove poteva accedere ai "momenti", ovvero vari punti della storia illustrati, nei quali era possibile interagire. Cliccando su alcune immagini dei momenti, era inoltre possibile scoprire i testi inediti (delle curiosità e informazioni non rivelate in alcun libro della saga) della stessa J. K. Rowling, raccogliere degli oggetti e lasciare commenti. Arrivati al capitolo 5 del primo libro, per proseguire nei successivi momenti, si dovevano acquistare tutti gli oggetti contenuti nella "lista del primo anno", con il denaro di gioco, i galeoni (che venivano assegnati sempre nel capitolo 5 nel momento intitolato: “Harry e Hagrid visitano la Gringott”). Tra gli oggetti da acquistare c'era anche un animale a scelta tra cui quattro tipi di gufi, cinque tipi di gatti e cinque tipi di rospi, la cui immagine appariva come avatar accanto ai commenti lasciati nelle chat. Una volta comperati tutti gli oggetti, si doveva, tramite il “test scegli-bacchetta” acquistare anche una bacchetta. Giunti al capitolo 7, nel momento intitolato “Il Cappello Parlante” si veniva smistati, tramite un test, in una delle quattro case (Grifondoro, Serpeverde, Corvonero e Tassorosso), ovvero in quella che rappresentava maggiormente le proprie qualità in base alle risposte date al test.
In seguito allo smistamento l'utente aveva accesso alla propria Sala Comune (la pagina dove tutti gli smistati di quella casa potevano riunirsi per comunicare e lasciare commenti) e alla Sala Grande (la pagina dove era possibile appurare i punti totalizzati da ogni casa, segnati nelle clessidre, e dove tutti potevano comunicare e lasciare commenti) e poteva iniziare a fare dei punti per la propria casa raccogliendo oggetti, vincendo duelli e riuscendo a preparare correttamente delle pozioni. L'utente poteva anche richiedere e accettare amicizie con gli altri iscritti.

Terminata la visione dei capitoli del primo libro si poteva accedere ai capitoli dei libri successivi sbloccati dove continuava il percorso in Pottermore comprando nuovi oggetti inerenti agli anni successivi, leggendo i testi inediti e continuando a fare punti.
L'utente veniva informato riguardo alle novità tramite dei messaggi che venivano visualizzati cliccando sull'icona del gufo-postino.
Durante il percorso in Pottermore c'erano anche delle prove da superare: lanciare un incantesimo per aprire la porta del corridoio proibito (Libro 1, capitolo 9, momento 3), risolvere l'enigma delle pozioni (Libro 1, capitolo 16, momento 3), far galleggiare in aria il dolce di zia Petunia (Libro 2, capitolo 2, momento 2), disinfestare il giardino dei Weasley dagli gnomi (Libro 2, capitolo 3, momento 3), rimettere in gabbia i folletti della Cornovaglia (Libro 2, capitolo 6, momento 3), rispondere a delle domande sugli incantesimi (Libro 2, capitolo 11, momento 2), tenere a distanza i ragni nella foresta proibita (Libro 2, capitolo 15, momento 2), affrontare un Molliccio (Libro 3, capitolo 7, momento 1).
Dal 14 aprile 2015 è stata tolta la possibilità di inserire commenti e caricare disegni.

### Coppa delle Case
Due volte all'anno su Pottermore veniva indetta la Coppa delle Case, ovvero veniva premiata la casa che era riuscita a totalizzare un maggior numero di punti. All'incirca un mese prima della cerimonia, essa veniva annunciata tramite uno dei messaggi visualizzati cliccando sull'icona del gufo postino. Talvolta sono state organizzate delle "Giornate dell'orgoglio Casa" nelle quali ogni Casa di Hogwarts veniva festeggiata dai propri studenti, in attesa dell'assegnazione della Coppa. Due giorni prima della cerimonia le clessidre della Sala Grande venivano celate con dei tendaggi, le sei cifre più alte dei punti casa apparivano nascoste con delle X e gli stendardi delle Case venivano coperti con altri viola. All'arrivo della data e dell'ora decretate, cliccando sugli stendardi viola apparivano gli stendardi delle Case con i relativi punteggi, dall'ultima alla prima classificata, e un'animazione che festeggiava la Casa vincitrice; accanto allo stendardo di quest'ultima si poteva vedere il simbolo della Coppa delle Case che la indicava come la Casa Campione in carica e che restava fino alla successiva assegnazione. A quel punto tutti i punti casa e i punti utente venivano azzerati e si ricominciava daccapo; tuttavia nel profilo di ogni utente era possibile continuare a vedere i punti complessivi nel "Totale punti Casa", mentre i "Punti Casa attuali" mostravano i punti conquistati durante la Coppa in corso. Alla Casa Vincitrice veniva poi assegnato un premio, in genere la possibilità di esplorare alcuni capitoli in anteprima, oppure un artwork da scaricare.
Il 25 agosto 2015 lo staff di Pottermore ha annunciato che l'ottava Coppa delle Case, prevista per il 9 settembre, sarebbe stata l'ultima.

### La conclusione della prima fase
A partire dal 14 aprile 2015, giorno in cui sono stati rimossi commenti e disegni, lo staff di Pottermore ha ripetutamente pubblicato dei messaggi nei quali si annunciava che il sito avrebbe avuto a breve dei grossi cambiamenti, pur non specificando che cosa essi avrebbero comportato. Il 3 settembre 2015 è stato comunicato che la prima fase di Pottermore stava ormai per concludersi e che per ringraziare tutti gli iscritti erano stati preparati degli attestati come ricordo della propria esperienza in Pottermore, scaricabili fino al 16 settembre 2015. Tali attesti contenevano: nome utente, Casa d'appartenenza con relativo stemma, descrizione e immagine della bacchetta, immagine dell'animale, data di iscrizione, totale punti casa.

## La seconda fase: il nuovo Pottermore
A partire dal 22 settembre 2015 Pottemore è stato completamente rinnovato, a livello grafico, di contenuto e di impostazione. Il nuovo sito è attualmente disponibile soltanto in lingua inglese ed è aperto a tutti. Pottermore non possiede più le caratteristiche di un gioco di ruolo: sono stati rimossi i duelli, le pozioni, la Sala Grande e la Sala Comune, il baule dello studente, i punti Casa e la Coppa delle Case, Diagon Alley e la possibilità di acquistare oggetti; sono rimasti gli artwork dei Momenti, ma sono esclusivamente statici, senza possibilità di interagire o raccogliere oggetti e non sono più ordinati secondo una sequenza temporale. Sono invece rimasti quasi tutti i contenuti esclusivi scritti dalla Rowling, ai quali è stato aggiunto il contenuto inedito “The Potter Family”; è stato inoltre ampliato il contenuto "The Quill of Acceptance and The Book of Admittance" (La Piuma dell'Accettazione e il Libro dell'Ammissione).
Inizialmente non era presente alcuna forma di registrazione. Dal 28 gennaio 2016 è nuovamente possibile creare un account, nonché accedere ai test per lo smistamento nelle case e la scelta della bacchetta; creando un'utenza con la stessa email usata per la prima versione del sito, è possibile inoltre reclamare casata e bacchetta dell'account precedente, evitando così di dover ripetere i test.
Il nuovo Pottermore ha adesso un'impostazione enciclopedica: ci sono informazioni, commenti e approfondimenti sulla saga, sia sui libri (con disegni presi dalle varie edizioni) che sulla serie cinematografica (con foto e informazioni relative alla creazione di personaggi, ambientazioni e oggetti).
Ci sono inoltre notizie sui progetti successivi alla saga di Harry Potter, quali il lungometraggio della Warner Bros. Gli animali fantastici: dove trovarli (con protagonista il magizoologo Newt Scamandro, pseudoautore dell'omonimo libro), la cui sceneggiatura è stata scritta da J.K. Rowling e lo spettacolo teatrale Harry Potter and the Cursed Child, anch'esso scritto dalla Rowling, che è ambientato nel periodo dell'epilogo e ha come protagonista il figlio di Harry, Albus Severus Potter.
Il 30 gennaio 2016 sono stati pubblicati nuovi testi inediti scritti dalla Rowling:
- Wizarding Schools
- Mahoutokoro
- Uagadou
- Castelobruxo

È stata inoltre annunciata la pubblicazione a breve del testo "Ilvermorny".
Il 7 marzo 2016 è stata comunicata la prossima pubblicazione di quattro nuovi testi di J.K. Rowling sulla Storia della Magia nel Nord America. Diversamente dal resto del sito, esclusivamente in lingua inglese, nella pagina contenente l'annuncio era possibile selezionare la lingua. I brani sono stati pubblicati nei quattro giorni seguenti: "Dal XIV al XVII secolo", "Dal XVII secolo in poi", "La legge Rappaport" e "L'America magica degli anni Venti", tutti disponibili in 36 lingue.
Il 28 giugno 2016 è stato pubblicato un contenuto inedito scritto dalla Rowling, dedicato alla Scuola di magia del Nord America, "Ilvermorny", disponibile in 13 lingue. È inoltre uscito il test di smistamento per Ilvermorny, tramite il quale l'utente viene assegnato a una delle quattro Case della scuola di magia americana: Serpecorno, Wampus, Magicospino o Tuono Alato.
Il 22 settembre 2016 è stato inserito il test per scoprire il proprio Patronus.
Il 6 ottobre 2016 è stato pubblicato un nuovo testo inedito della Rowling, "Il Magico Congresso degli Stati Uniti d'America (MACUSA)", disponibile in 13 lingue.